# The Colony (Texas)
The Colony ist eine Stadt im Bundesstaat Texas der Vereinigten Staaten. Sie liegt innerhalb des Denton County und ist eine Vorstadt von Dallas im Dallas-Fort-Worth-Metroplex. Das U.S. Census Bureau hat bei der Volkszählung 2020 eine Einwohnerzahl von 44.534 ermittelt.

## Geschichte
Der Name The Colony leitet sich von der ursprünglichen Peters Colony ab. Der Hauptsitz der Peters Colony befand sich innerhalb der heutigen Grenzen der Kolonie in der historischen Gemeinde Stewartsville. Die Kolonie ist auch der Standort von Bridges Settlement (gegründet während der Jahre der Republik Texas und die älteste Gemeinde in Denton County). Die heutige Siedlung entstand ab 1973 als Neubaugebiet am Texas State Highway 121.

## Demografie
Nach der Volkszählung von 2020 leben in The Colony 44.534 Menschen. Die Bevölkerung teilte sich 2019 auf in 76,1 % Weiße, 8,9 % Afroamerikaner, 0,3 % amerikanische Ureinwohner, 5,4 % Asiaten, 0,1 % Ozeanier und 4,5 % mit zwei oder mehr Ethnizitäten. Hispanics oder Latinos aller Ethnien machten 21,8 % der Bevölkerung aus. Das mittlere Haushaltseinkommen lag bei 87.187 US-Dollar und die Armutsquote lag bei 5,7 % der Bevölkerung.